# Encyclops hubeiensis
Encyclops hubeiensis är en skalbaggsart som beskrevs av Nobuo Ohbayashi och Wang 2004. Encyclops hubeiensis ingår i släktet Encyclops och familjen långhorningar. Inga underarter finns listade i Catalogue of Life.